# Claus Koch (Schriftsteller)
Claus Koch (* 1929 in München; † 3. November 2010 in Berlin) war ein deutscher Schriftsteller und Journalist.

## Leben
Koch entstammte einem bürgerlichen Elternhaus und wuchs in München auf. Er studierte Philosophie, Ökonomie und diverse Geisteswissenschaften. Danach war er zunächst in einem Wirtschaftsverlag tätig.
Seit 1959 arbeitete er als freier Journalist für Presse und Rundfunk, seit 2003 baute er einen eigenen Mediendienst, Der neue Phosphoros, auf. In den 1960er Jahren war Koch in der Redaktion der Monatszeitschrift atomzeitalter tätig. Später war er Mitherausgeber und Redakteur der Zeitschrift für Sozialwissenschaft "Leviathan" und Mitarbeiter mehrerer sozialwissenschaftlicher Forschungsprojekte.
Koch lebte zuletzt als freier Publizist, Essayist und Sachbuchautor in Berlin.

## Veröffentlichungen (Auswahl)

### Monografien
- Das Ende des Selbstbetrugs – Europa braucht eine Verfassung. Hanser, München / Wien 1997.
- Die Gier des Marktes – Die Ohnmacht des Staates im Kampf der Weltwirtschaft. Hanser, München / Wien 1995, ISBN 978-3-446-18054-3.
- Ende der Natürlichkeit – Streitschrift zur Biotechnik und Biomoral. Hanser, München / Wien 1994, ISBN 3-446-17686-1.
- Meinungsführer. Die Intelligenzblätter der Deutschen. Rotbuch, Berlin 1989.[2]

### Aufsätze und Artikel
- Der Klon und unsere Angstlust. In: taz. 26. Januar 1998.
- Eine Deutschlandbeschimpfung. Für Schröder – so tönt es aus fast allen Medien. Daraus spricht das Bedürfnis nach einem starken Mann. In: taz. 4./5. April 1998.
- Mehrheitsstimmung und Halbbildung. In: SZ. 1./2. April 1999.
- Konkurserklärung der Linken. In: SZ. 19. März 1999.
- Da ist nichts zu teilen. Was Deutsche und Juden voneinander trennt. In: SZ. 8. Oktober 1999.
- Besitze dich selbst! Die Entschlüsselung des Genoms erzwingt einen neuen Gesellschaftsvertrag: Jeder Mensch wird sein eigener Biounternehmer. In: FAZ. 14. Juli 2000.
- Genforschung als Theologenforschung. In: SZ. 5. Januar 2001.
- Ende der Hemmungen. In: SZ. 24. Januar 2003.